# Stefanie Weichelt
Stefanie Weichelt (* 23. August 1983 in Parchim) ist eine deutsche Fußballspielerin.

## Karriere
Stefanie Weichelt begann mit dem Fußballspielen bei der SG Marnitz-Suckow. Später wechselte sie zum SV Grün-Weiß Mestlin. Im Jahre 2000 wechselte sie dann zum 1. FFC Turbine Potsdam, bei dem sie zwei Jahre blieb. Ihre erfolgreichste Zeit hatte sie von 2002 bis 2005 beim 1. FFC Frankfurt, als sie zweimal Deutsche Meisterin wurde. Danach wechselte sie zur SG Essen-Schönebeck.
Ihr erstes Bundesligaspiel bestritt sie am 15. Oktober 2000 beim Potsdamer 3:1-Auswärtssieg gegen den FSV Frankfurt, als sie in der 70. Minute eingewechselt wurde. Ihr erstes Bundesligator machte sie am 25. Februar 2001 beim 5:0-Heimsieg gegen den WSV Wolfsburg in der 57. Spielminute. Im Sommer 2010 wechselte Weichelt zum FCR 2001 Duisburg.

## Erfolge
- Deutscher Meister mit dem 1. FFC Frankfurt 2003 und 2005
- 2002 Europameister mit der deutschen Fußballnationalmannschaft U-19 in Schweden.

## Sonstiges
Stefanie Weichelt absolvierte eine Ausbildung zur Bürokauffrau.